# 尖山堡
尖山堡，是台灣中南部自清治時期至日治初期的一個行政區劃，其範圍包括今雲林縣的四湖鄉全部、口湖鄉全部及水林鄉西北部。
尖山堡西邊瀕臨台灣海峽，北邊為海豐堡，東邊為白沙墩堡、大槺榔東頂堡，南邊為蔦松堡。

## 管轄街庄
尖山堡共轄27個庄：
- 今四湖鄉境內：蔡厝庄、下藔庄、鹿場庄、羊稠厝庄、四湖庄、溪底庄、溪尾庄、三條崙庄、內湖庄、萡仔藔庄、飛沙庄、林厝藔庄
- 今口湖鄉境內：口湖庄、下崙庄、外埔庄、新港庄、蚵藔庄、牛尿港庄、下湖口庄、水井庄、椬梧庄、謝厝藔庄
- 今水林鄉境內：牛挑灣庄、萬興庄、尖山、食水堀庄、大溝庄